# Maguindanao

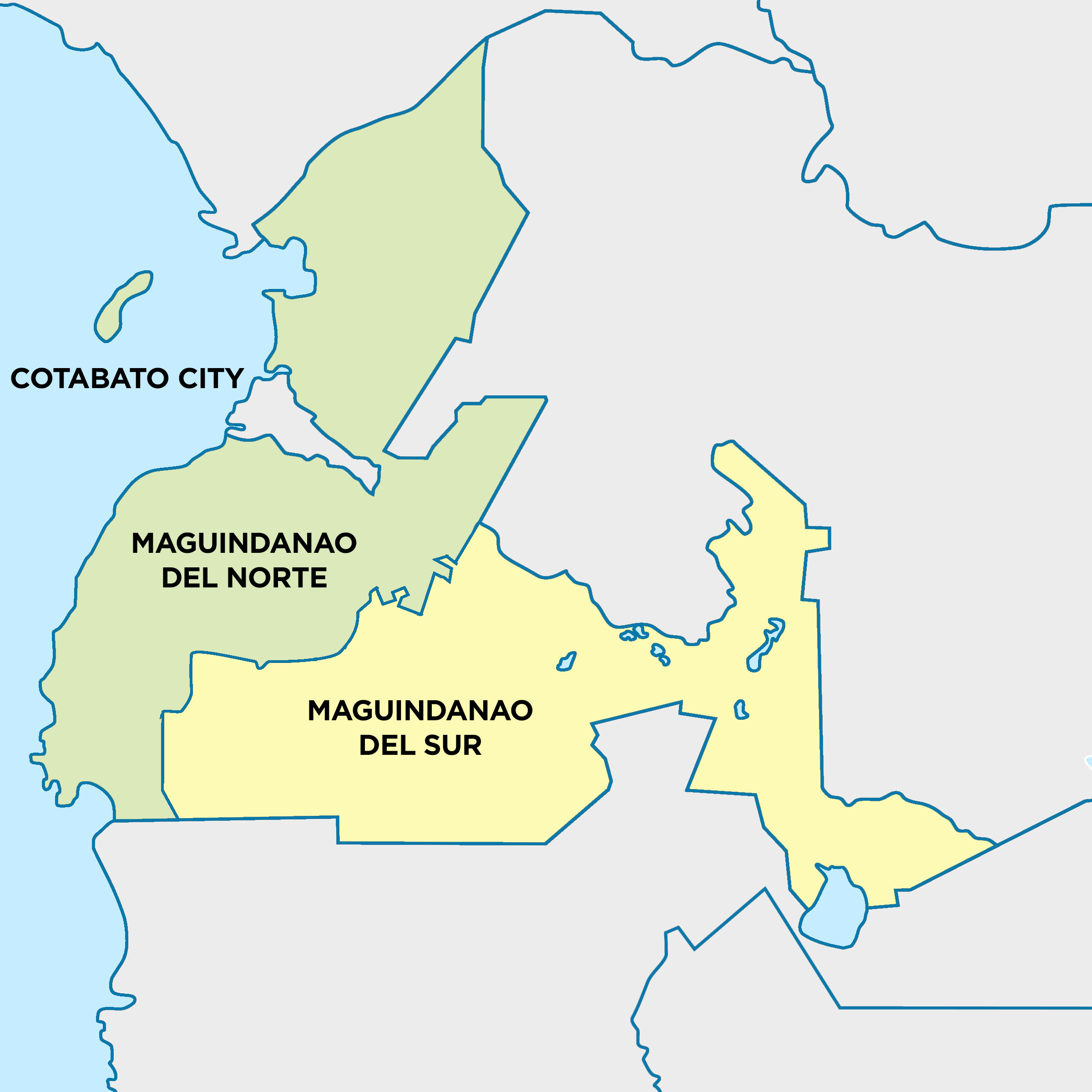
Proposition de division

Maguindanao est une ancienne province des Philippines où l'on parle maguindanao.
À la suite de l'approbation d'une division de la province lors d'un plébiscite, la province est remplacée depuis le 18 septembre 2022 par Maguindanao du Nord (Maguindanao del Norte) et Maguindanao du Sud (Maguindanao del Sur).

## Abolition et division
Lors du 17e Congrès, Bai Sandra Sema, alors vice-présidente de la Chambre, a présenté un projet de loi le 2 mars 2017, visant à créer une nouvelle province appelée Maguindanao Nord.
La division proposée a été signée par le Président Rodrigo Duterte le 27 mai 2021, en tant que loi de la République no 11550, avec de nouvelles provinces nommées Maguindanao del Norte et Maguindanao del Sur. Le calendrier initial du plébiscite, qui devait être supervisé par la Commission électorale, avait lieu en septembre 2021, quatre-vingt-dix jours après l'entrée en vigueur de la loi, mais a été reporté car la COMELEC se préparait pour les élections générales de 2022.
La RA no 11550 a été ratifiée le 17 septembre 2022 lors d'un plébiscite, divisant ainsi Maguindanao. Avec cette division, le nombre de provinces du pays est passé à 82. Une période de transition aurait lieu et durerait jusqu'au 9 janvier 2023.

## Villes et municipalités
Municipalités
- Ampatuan
- Buluan
- Datu Abdullah Sangki
- Datu Anggal Midtimbang
- Datu Montawal
- Datu Paglas
- Datu Piang
- Datu Saudi-Ampatuan
- Datu Unsay
- General Salipada K. Pendatun
- Guindulungan
- Mamasapano
- Mangudadatu
- Pagalungan
- Paglat
- Pandag
- Rajah Buayan
- Shariff Aguak
- South Upi
- Sultan sa Barongis
- Talayan
- Talitay

Villes
- Cotabato